# 脳内麻薬
脳内麻薬（のうないまやく）とは、モルヒネなどの麻薬と似た作用を示す物質で、脳内に自然状態で分布しているものを指す。痛みや精神的ストレスにさらされると多く分泌してそれらを和らげる働きをするが、ストレスから解放されたり過剰に分泌されたりすると、非医療行為における麻薬使用のような作用と副作用を及ぼすことが知られている。
脳内モルヒネ、脳内麻薬様物質（endogenous morphine-like substance）とも呼ばれ、これまでに約20種類の物質が見つかっており、β-エンドルフィン、ドーパミンなどが代表的とされる。
また、鎮痛剤として使われるモルヒネを代表とするオピオイド製剤とも密接に関係しており、肉体的苦痛に際して脳内で生成されるβ-エンドルフィンの鎮痛効果はモルヒネの6.5倍と言われており、また脳内麻薬の呼称は多幸感をもたらすことから来ている。

## 脳内麻薬の例
- ドーパミン
- β-エンドルフィン
- オキシトシン
- オピオイド（内因性オピオイド）
- エンケファリン